# Епархия Сумбаванги
Епархия Сумбаванги (лат. Dioecesis Sumbavangensis) — епархия Римско-Католической Церкви с центром в городе Сумвабанга, Танзания. Епархия Сумвабанги входит в митрополию Мбеи. Кафедральным собором епархии Сумвабанги является церковь Христа Царя.

## История
10 мая 1946 года Римский папа Пий XII издал буллу «Quo maiora», которой учредил апостольский викариат Каремы, выделив её из апостольского викариата Танганьики (сегодня — Епархия Кигомы).
25 марта 1953 года Римский папа Пий XII издал буллу «Quemadmodum ad Nos», которой преобразовал апостольский викариат Каремы в епархию. 24 октября 1969 года епархия Каремы была переименована в епархию Сумбаванги.
23 октября 2000 года епархия Сумбаванги передала часть своей территории для образования новой епархии Мпанды.
21 декабря 2018 года была образована митрополия Мбеи и епархия Сумбаванги вошла в её состав.

## Ординарии
- епископ James Holmes-Siedle M.Afr. (29.07.1946 — 5.08.19580, назначен епископом Кигомы;
- епископ Charles Msakila (13.11.1958 — 23.02.1994);
- епископ Damian Kyaruzi (21.04.1997 — по настоящее время).

## Источник
- Annuario Pontificio, Libreria Editrice Vaticana, Città del Vaticano, 2003, ISBN 88-209-7422-3
- Булла Quo maiora, AAS 39 (1947), p. 80 (лат.)
- Булла Quemadmodum ad Nos, AAS 45 (1953), p 705 (лат.)